# Salopek Selo
Salopek Selo is een plaats in de gemeente Ogulin in de Kroatische provincie Karlovac. De plaats telt 290 inwoners (2001).